# Grande Liakhov
La Grande Liakhov (en russe : Большой Ляховский остров) est une île qui fait partie de l’archipel de Nouvelle-Sibérie (groupe des îles Liakhov), située dans l’océan Arctique, au nord des côtes de la Sibérie orientale entre la mer des Laptev et la mer de Sibérie orientale. Sur le plan administratif elle est rattachée à la république de Sakha (Iakoutie) en Russie.
D’une superficie de 4 600 km2, l’île forme avec la Petite Liakhov le groupe des îles Liakhov. Elle culmine à 270 mètres et est séparée du continent et de la Sibérie par le détroit de Dimitri-Laptev.

## Histoire
L’île a été découverte en 1710 par Iakov Permiakov (en), qui l’explore en 1712 avec Merkouri Vaguine. En 1759-1760, Eterikan la redécouvre et la nomme île de Blizhni. Il y découvre des vestiges de mammouths. 
Dans les années 1760, l'île Suur Ljahov a été nommée île Eterikan en son honneur. Dans les années 1770, sur ordre de Catherine II, ces îles ont été rebaptisées Grande et Petite îles Lyakhov en l'honneur d'Ivan Liakhov, un explorateur russe qui en 1773 les explore pour rechercher les os et défenses de mammouth découverts par Eterikan.
En 1908, après les travaux d'Alfred Otto Herz en 1901 sur le sujet, Konstantin Adamovitch Vollossovitch devient célèbre en découvrant sur Grande Liakhov de nouveaux mammouths gelés,.. Ce mammouth est exposé au Muséum national d'histoire naturelle.